# Lijst van nummer 1-hits in Canada in 2010
Deze hits stonden in 2010 op nummer 1 in de Canadian Hot 100, de bekendste hitlijst in Canada.
| Datum        | Artiest                    | Titel                    |
| ------------ | -------------------------- | ------------------------ |
| 2 januari    | Ke$ha                      | Tik tok                  |
| 9 januari    | Ke$ha                      | Tik tok                  |
| 16 januari   | Ke$ha                      | Tik tok                  |
| 23 januari   | Ke$ha                      | Tik tok                  |
| 30 januari   | Ke$ha                      | Tik tok                  |
| 6 februari   | Ke$ha                      | Tik tok                  |
| 13 februari  | Ke$ha                      | Tik tok                  |
| 20 februari  | Taylor Swift               | Today was a fairytale    |
| 27 februari  | Nikki Yanofsky             | I believe                |
| 6 maart      | Nikki Yanofsky             | I believe                |
| 13 maart     | Nikki Yanofsky             | I believe                |
| 20 maart     | Nikki Yanofsky             | I believe                |
| 27 maart     | Young artists for Haiti    | Wavin' flag              |
| 3 april      | Young artists for Haiti    | Wavin' flag              |
| 10 april     | Young artists for Haiti    | Wavin' flag              |
| 17 april     | Young artists for Haiti    | Wavin' flag              |
| 24 april     | Young artists for Haiti    | Wavin' flag              |
| 1 mei        | Young artists for Haiti    | Wavin' flag              |
| 8 mei        | Taio Cruz & Ludacris       | Break your heart         |
| 15 mei       | Taio Cruz & Ludacris       | Break your heart         |
| 22 mei       | Eminem                     | Not afraid               |
| 29 mei       | Katy Perry & Snoop Dogg    | California gurls         |
| 5 juni       | Katy Perry & Snoop Dogg    | California gurls         |
| 12 juni      | Katy Perry & Snoop Dogg    | California gurls         |
| 19 juni      | Katy Perry & Snoop Dogg    | California gurls         |
| 26 juni      | Katy Perry & Snoop Dogg    | California gurls         |
| 3 juli       | Katy Perry & Snoop Dogg    | California gurls         |
| 10 juli      | Katy Perry & Snoop Dogg    | California gurls         |
| 17 juli      | Katy Perry & Snoop Dogg    | California gurls         |
| 24 juli      | Katy Perry & Snoop Dogg    | California gurls         |
| 31 juli      | Eminem & Rihanna           | Love the way you lie     |
| 7 augustus   | Eminem & Rihanna           | Love the way you lie     |
| 14 augustus  | Eminem & Rihanna           | Love the way you lie     |
| 21 augustus  | Eminem & Rihanna           | Love the way you lie     |
| 28 augustus  | Eminem & Rihanna           | Love the way you lie     |
| 4 september  | Eminem & Rihanna           | Love the way you lie     |
| 11 september | Eminem & Rihanna           | Love the way you lie     |
| 18 september | Taio Cruz                  | Dynamite                 |
| 25 september | Enrique Iglesias & Pitbull | I like it                |
| 2 oktober    | Rihanna                    | Only girl (In the world) |
| 9 oktober    | Bruno Mars                 | Just the way you are     |
| 16 oktober   | Bruno Mars                 | Just the way you are     |
| 23 oktober   | Bruno Mars                 | Just the way you are     |
| 30 oktober   | Bruno Mars                 | Just the way you are     |
| 6 november   | Rihanna                    | Only girl (In the world) |
| 13 november  | Rihanna                    | Only girl (In the world) |
| 20 november  | Rihanna                    | Only girl (In the world) |
| 27 november  | The Black Eyed Peas        | The time (Dirty bit)     |
| 4 december   | The Black Eyed Peas        | The time (Dirty bit)     |
| 11 december  | The Black Eyed Peas        | The time (Dirty bit)     |
| 18 december  | Katy Perry                 | Firework                 |
| 25 december  | The Black Eyed Peas        | The time (Dirty Bit)     |